# Thais (mollusque)
Pour les articles homonymes, voir Thaïs.
Genre
Thais est un genre de mollusques gastéropodes marins prédateurs de la famille des Muricidae.

## Liste des espèces
Selon World Register of Marine Species (12 décembre 2014) :
- Thais ambustulata Hedley, 1912
- Thais dayunensis Z.-Y. Chen & Z.-J. You, 2009
- Thais nodosa (Linnaeus, 1758)
- Thais pseudodiadema (Yokoyama, 1928)
- Thais stellata Röding, 1798
- Thais tricolorata Bozzetti, 2010